# Microsoft Blend
Microsoft Blend para Visual Studio (anteriormente Microsoft Expression Blend) es una herramienta profesional de diseño desarrollada por Microsoft, que permite controlar la eficacia del  XAML, .NET y Silverlight con el fin de proporcionar experiencias de usuario atractivas en escritorios conectados y Web.